# 高興郡
高興郡（：／ Goheung gun */?）是韓國全羅南道下的一個郡，境內羅老島的羅老航天中心是韓國的重要航天基地。居金島亦屬高興郡管轄。
郡中文化古跡眾多，有楞枷寺、金塔寺等寺院，以及武烈祠、雙忠祠等重要紀念物。

## 象徵
- 郡樹：柚子
- 郡花：山茶
- 郡鳥：鴿子

## 友好城市
- 衿川區
- 昌原市
- 中国广西壮族自治区东兴市

## 外部連結
- 高興郡政府中文主頁 （页面存档备份，存于）